# Coppa delle Nazioni di rugby 1965-1966
La Coppa delle Nazioni 1965-66 (in francese Coupe des Nations 1965-66) fu la 1ª edizione della Coppa delle Nazioni organizzata dalla FIRA, nonché in assoluto il 6º campionato europeo di rugby a 15.
Si trattò della prima edizione di tale competizione tenutasi in oltre un decennio: la FIRA, infatti, aveva deciso nel suo congresso dell'Aia del 1964, di ridare vita al campionato d'Europa, la cui più recente edizione s'era tanuta nel 1954 e si era conclusa con la vittoria della Francia in finale sull'Italia.
Si tenne dal 17 ottobre 1965 al 6 novembre 1966 tra 5 squadre con la formula del girone all'italiana con gare di sola andata; fu istituita anche una seconda divisione che, per il primo anno, promosse una squadra e ne ricevette due dalla divisione superiore.
La seconda divisione si svolse con la formula della Final Four.
Vincitrice a punteggio pieno del torneo fu la Francia, campione d'Europa per la sesta volta, assoluta e consecutiva: nell'ultimo turno di partite in cui fu impegnata, scese in campo nello stesso fine settimana con la nazionale maggiore a Napoli battendo 21-0 l'Italia nel giorno dell'addio al rugby dello storico capitano dei Bleus Michel Crauste, e con la formazione B a Chalon-sur-Saône sconfiggendo di misura la Germania Ovest per 8-6.
All'Aquila, nell'ultima partita del torneo, con un calcio piazzato di Vittorio Ambron a due minuti dalla fine l'Italia congelò il proprio secondo posto battendo 3-0 la Romania avversaria diretta per la piazza d'onore.
A retrocedere furono Cecoslovacchia e Germania, mentre il loro posto fu occupato dal Portogallo.
Il valore delle marcature, come stabilito dall’IRFB nel 1948, era: 3 punti per ciascuna meta (5 se trasformata), 3 punti per la realizzazione di ciascun calcio piazzato, mark o drop.

## Squadre partecipanti
| 1ª divisione   | 2ª divisione |
| -------------- | ------------ |
| Cecoslovacchia | Belgio       |
| Francia        | Portogallo   |
| Germania Ovest | Paesi Bassi  |
| Italia         | Spagna       |
| Romania        |              |

## 1ª divisione
| Data       | Incontro                     | Risultato | Sede             |
| ---------- | ---------------------------- | --------- | ---------------- |
| 17-10-1965 | Germania O. – Cecoslovacchia | 25-6      | Michelstadt      |
| 14-11-1965 | Germania O. – Romania        | 8-9       | Hannover         |
| 28-11-1965 | Francia – Romania            | 8-3       | Lione            |
| 8-12-1965  | Italia – Cecoslovacchia      | 11-0      | Livorno          |
| 9-4-1966   | Italia – Francia             | 0-21      | Napoli           |
| 10-4-1966  | Francia B – Germania O.      | 8-6       | Chalon-sur-Saône |
| 8-5-1966   | Cecoslovacchia – Francia B   | 12-36     | Praga            |
| 29-5-1966  | Cecoslovacchia – Romania     | 9-9       | Praga            |
| 30-10-1966 | Germania O. – Italia         | 3-3       | Berlino Ovest    |
| 6-11-1966  | Italia – Romania             | 3-0       | L'Aquila         |

| Pos | Squadra        | G | V | N | P | PF | PS | P±  | PT |
| --- | -------------- | - | - | - | - | -- | -- | --- | -- |
| 1   | Francia        | 4 | 4 | 0 | 0 | 73 | 21 | 52  | 12 |
| 2   | Italia         | 4 | 2 | 1 | 1 | 17 | 24 | −7  | 9  |
| 3   | Romania        | 4 | 1 | 1 | 2 | 21 | 28 | −7  | 7  |
| 4   | Germania Ovest | 4 | 1 | 1 | 2 | 42 | 26 | 16  | 7  |
| 5   | Cecoslovacchia | 4 | 0 | 1 | 3 | 27 | 81 | −54 | 5  |

## 2ª divisione
|  | Semifinali  | Semifinali  | Semifinali |        |            | Finale     | Finale | Finale |  |
|  |             |             |            |        |            |            |        |        |  |
|  | Spagna      | Spagna      | 3          |        |            |            |        |        |  |
|  | Spagna      | Spagna      | 3          |        |            |            |        |        |  |
|  | Portogallo  | Portogallo  | 9          |        |            |            |        |        |  |
|  | Portogallo  | Portogallo  | 9          |        | Portogallo | Portogallo | 3      |        |  |
|  |             |             |            |        | Portogallo | Portogallo | 3      |        |  |
|  |             |             | Belgio     | Belgio | 3          |            |        |        |  |
|  | Belgio      | Belgio      | Belgio     | Belgio | 3          | 9          |        |        |  |
|  | Belgio      | Belgio      |            |        |            |            |        |        |  |
|  | Paesi Bassi | Paesi Bassi | 3          |        |            |            |        |        |  |